# Баттальи, Марко
Марко Баттальи (итал. Marco Battagli, лат. Marcus de Battaglis, или Marcus Battalea Ariminensis; ум. в 1376 или 1378) — итальянский историк и хронист из Римини (Эмилия-Романья), автор всемирной латинской хроники «Марка» (лат. Marcha).

## Биография
Родился, вероятно, в первом десятилетии XIV века в Римини, в приходе Св. Агнессы, в зажиточной семье Пьетро, выходца из рода Боргаццано, осевшего в городе во второй половине XIII столетия. Будучи подростком, отправился в португальскую Коимбру вместе со своим дядей по отцу Гоццио, профессором тамошнего университета, будущим патриархом Константинопольским, и провёл там около пяти лет (1318—1323), изучая каноническое право и другие науки.
В 1323 году покинул Коимбру, отправившись ко двору папы Иоанна XXII в Авиньон вместе с дядей, который сначала некоторое время возглавлял церковь в Карпантра, центре папского графства Конта-Венессен, в 1335 году назначен был новым папой Бенедиктом XII апостольским капелланом, а затем удостоен титула патриарха Константинопольского (1335—1339).
В 1338 году Марко вернулся в Римини, где вскоре женился на Костанце ди Угоччионе Файтани. Сохранившиеся документы свидетельствуют, что он принимал активное участие в местной политической жизни и несколько раз избирался в городской совет. Однако, занимаясь государственными делами и сохраняя лояльность по отношению к местным сеньорам Феррантино, Галеотто и Гуастафамилья Малатеста, он не забывал о личных делах, в том числе исторических изысканиях, к которым его, возможно, подтолкнуло знакомство с иноземными хрониками во время пришедшихся на юные годы странствий. Пережив катастрофическую эпидемию чумы 1348 года, он унаследовал часть имущества своего дяди Гоццио (ум. 1348), в том числе, вероятно, его богатую библиотеку, всерьёз увлёкшись трудами античных классиков.
Судя по документам архива местной синьории, он жил и работал в Римини в 1359, 1368 и 1370 годах, дожив до преклонного возраста. Точная дата смерти его не установлена, возможно, она имела место после 1376 или 1378 года.

## Сочинения
Основным историческим трудом его является составлявшаяся с 1350 года прозаическая хроника в пяти книгах, излагающая события истории с сотворения мира и доведённая до 1354 года. В предисловии к ней он называет её «Марка» (лат. Marcha), в соответствии со своим личным именем, а также кратким названием (лат. Chronica Martiniana) её основного источника — «Хроники пап и императоров» Мартина Опавского (1278).
Если первые три книги хроники компилятивны и неоригинальны по своему содержанию, местами представляя собой прямые заимствования из библейских текстов и сочинений предшественников, главным образом Исидора Севильского, Мартина Поляка и Риккобальдо Феррарского, то четвёртая книга содержит более подробное изложение событий с 1212 по 1354 год, с преимущественным вниманием к делам в Северо-Восточной Италии и конкретно в Римини. Опираясь отчасти на устные источники, автор с живым и непосредственным интересом описывает не только важнейшие события в сопредельных странах, к примеру, обстоятельства крестового похода на Смирну (1344—1345) и битву при Креси (1346), а также внешнеполитические и внутригородские конфликты, в том числе приход к власти местных синьоров-гвельфов, начиная с Малатеста да Веруккьо (1295—1312), изгнавшего из города своих соперников Парчитади (итал. Parcitadi), возглавлявших местную партию гибеллинов, но и подробно излагает биографии выдающихся персонажей, истории знатных семей, излагает местные легенды, городские анекдоты и пр.
Пятая книга содержит комментированный список римских пап со времён Христа до Климента VI. Не позже 1360 года Баттальи дополнил свою хронику кратким сообщением о коронации императора Священной Римской империи Карла IV Богемского (1355—1378).
Хроника Марко Баттальи написана вульгарной латынью, но изобилует цитатами из сочинений Горация, Тита Ливия, Овидия, Ювенала, Светония, Павла Орозия, а также средневековых авторов, включая Данте Алигьери, что свидетельствует о большой эрудиции её автора.
Будучи явным моралистом и открыто осуждая современное ему общество, особенно клириков-стяжателей, стремившихся к обладанию мирскими благами, Марко, вероятно, надеялся преподнести свой труд посетившему 9 мая 1355 года Пизу новому императору Карлу, с личностью которого связывал свои надежды на ограничение папской власти и возрождение страны. Однако удалось ли ему сделать это, достоверно неизвестно.
Хроника Марко Баттальи сохранилась в четырёх рукописях второй половины XIV — начала XV века, находящихся сегодня в собраниях Британской библиотеки (Лондон) и университетских библиотек Вроцлава, Лейпцига и Аугсбурга. В 1750 году её текст практически без изменений был включён в напечатанную в Римини «Хронику правителей Малатеста» (лат. Chronicon Dominorum de Malatestis). Комментированное научное издание её выпущено было в 1912—1913 годах в Читта-ди-Кастелло под редакцией Альдо Франческо Массера в 3-й части 16 тома новой серии «Историописателей Италии» (Rerum italicarum scriptores).

## Публикации
- Marcha di Marco Battagli da Rimini: aa. 1212—1354, a cura di Aldo Francesco Massera. — Città di Castello: S. Lapi, 1912—1913. — ixxxii, 194 p. — (Rerum italicarum scriptores, Raccolta degli storici italiani dal cinquecento al millecinquecento, 16,3).
- Battaglia Marco. «Il viaggio come esperienza visionaria: la ricezione della Visio Tnugdali del Medioevo scandinavo». Viaggi e viaggiatori nelle letterature scandinave medievali e moderne, éd. Fulvio Ferrari. — Trento: Università degli studi di Trento, 1995. — pp. 75–136. — (Labirinti, 14).
- Marcha di Marco Battagli da Rimini (Aa. 1212—1354). Edita sa Muratori sotto il titolo di Breviarium Italicae Historiae a temporibus Frideci II Augusti usque ad annum MCCCLIV ab anonymo italo, sed synchrono, auctore conscriptum. A cura di Aldo Francesco Massèra. — Bologna: Zanichelli, 1990.